# Campionati del mondo di ciclocross 2016 - Gara maschile Junior
La trentottesima edizione della gara maschile Junior dei Campionati del mondo di ciclocross 2016 si svolse il 30 gennaio 2016 con partenza ed arrivo da Heusden-Zolder in Belgio, su un percorso totale di 16,4 km. La vittoria fu appannaggio dell'olandese Jens Dekker, il quale terminò la gara in 43'05", alla media di 22,84 km/h, precedendo i francesi Mickaël Crispin e Thomas Bonnet terzo.
Partenza con 64 ciclisti provenienti da 21 nazioni, dei quali 62 portarono a termine la competizione.

## Squadre partecipanti
| N.    | Cod. | Squadra     |
| ----- | ---- | ----------- |
| 2-4   | DEN  | Danimarca   |
| 5-9   | NLD  | Paesi Bassi |
| 11-15 | ITA  | Italia      |
| 17-22 | USA  | Stati Uniti |
| 23-27 | BEL  | Belgio      |
| 31-35 | FRA  | Francia     |
| 39-43 | GBR  | Regno Unito |
| 45-48 | ESP  | Spagna      |
| 49-50 | SUI  | Svizzera    |
| 51-53 | GER  | Germania    |
| 55-59 | CZE  | Cechia      |

| N.    | Cod. | Squadra     |
| ----- | ---- | ----------- |
| 60    | SVK  | Slovacchia  |
| 61-63 | CAN  | Canada      |
| 64    | POL  | Polonia     |
| 66-67 | AUS  | Australia   |
| 68-72 | LUX  | Lussemburgo |
| 74    | JPN  | Giappone    |
| 75-76 | SWE  | Svezia      |
| 77-78 | HUN  | Ungheria    |
| 79    | IRL  | Irlanda     |
| 80    | NOR  | Norvegia    |

## Classifica (Top 10)
| Pos. | Corridore        | Squadra     | Tempo   |
| ---- | ---------------- | ----------- | ------- |
| 1    | Jens Dekker      | Paesi Bassi | 43'05"  |
| 2    | Mickaël Crispin  | Francia     | a 35"   |
| 3    | Thomas Bonnet    | Francia     | a 1'00" |
| 4    | Kevin Kuhn       | Svizzera    | a 1'17" |
| 5    | Thomas Pidcock   | Regno Unito | a 1'22" |
| 6    | Jakob Dorigoni   | Italia      | a 1'27" |
| 7    | Jappe Jaspers    | Belgio      | a 1'32" |
| 8    | Ivan Feijoo      | Spagna      | a 1'34" |
| 9    | Matthieu Legrand | Francia     | a 1'38" |
| 10   | Niklas Märkl     | Germania    | a 1'39" |